# Drug Lords
Drug Lords ist eine Krimi-Dokureihe des Streamingdienstes Netflix über die berüchtigtsten Drogenhändler der Welt.

## Handlung
Die Serie befasst sich mit der Karriere berüchtigter Drogenbarone. Es werden Beteiligte wie beispielsweise Polizisten, Handlanger oder Angehörige in den jeweiligen Fällen befragt.

## Hintergrund
Die Erstausstrahlung erfolgte ab dem 19. Januar 2018 bei Netflix per Video-on-Demand in englischer, deutscher, spanischer, französischer, italienischer, japanischer, polnischer, portugiesischer und türkischer Auflage. Die deutsche Fassung wurde von Studio Hamburg Synchron synchronisiert.

## Episodenliste
| Nr. (ges.) | Nr. (St.) | Deutscher Titel                                                  | Originaltitel                                            | Zusammenfassung | Erstausstrahlung USA | Deutschsprachige Erstausstrahlung (D/A/CH) |
| ---------- | --------- | ---------------------------------------------------------------- | -------------------------------------------------------- | --- | -------------------- | ------------------------------------------ |
| 1          | 1         | Pablo Escobar                                                    | Pablo Escobar                                            | behandelt die Machenschaften des kolumbianischen Drogenbosses Pablo Escobar; dem Anführer des Medellín-Kartells                                      | 19. Jan. 2018        | 19. Jan. 2018                              |
| 2          | 1         | Das Cali-Kartell                                                 | Cali Cartel                                              | über die Brüder Gilberto und Miguel Rodríguez Orejuela – Mitbegründer und Oberhäupter des Cali-Kartells                                              | 19. Jan. 2018        | 19. Jan. 2018                              |
| 3          | 1         | Frank Lucas und The Country Boys: Könige des Heroins in New York | Frank Lucas & The Country Boys: Heroin Kings of New York | über Frank Lucas und seine als The Country Boys bekannte Organisation                                                                                | 19. Jan. 2018        | 19. Jan. 2018                              |
| 4          | 1         | Der Pettingill-Klan: Australiens Heroin-Dynastie                 | The Pettingill Clan: Australia’s Heroin Dynasty          | über die Matriarchin Kath Pettingill, ihren Sohn Dennis Allen und das als Pettingill-Familie bekannte kriminelle „Familienunternehmen“ aus Melbourne | 19. Jan. 2018        | 19. Jan. 2018                              |
| 5          | 2         | El Chapo                                                         | El Chapo                                                 | behandelt das Leben des mexikanischen Drogenbosses El Chapo – Kopf des Sinaloa-Kartells – bis zu seiner Auslieferung in die USA                      | 10. Juli 2018        | 10. Juli 2018                              |
| 6          | 2         | Jemeker Thompson: Crack-Königin von Los Angeles                  | Jemeker Thompson: Crack Queen of L.A.                    | der Aufstieg und Fall von der einstigen Drogenhändlerin Jemeker Thompson aus Los Angeles                                                             | 10. Juli 2018        | 10. Juli 2018                              |
| 7          | 2         | Christopher Coke: Jamaikas Drogenprinz                           | Christopher Coke: Jamaica's Narco Prince                 | über Christopher „Dudus“ Coke und die von seinem Vater gegründete Shower Posse aus Kingston in Jamaika                                               | 10. Juli 2018        | 10. Juli 2018                              |
| 8          | 2         | Klaas Bruinsma: Europas Haschischbaron                           | Klaas Bruinsma: Europe's Hash King                       | der niederländische Drogenhändler Klaas Bruinsma und sein europaweites Netzwerk                                                                      | 10. Juli 2018        | 10. Juli 2018                              |